# Begonia novogranatae
Espèce
Synonymes
- Begonia inanis Irmsch.[1]
- Begonia quetamensis L.B.Sm. & B.G.Schub.[1]

Begonia novogranatae est une espèce de plantes de la famille des Begoniaceae.
L'espèce fait partie de la section Eupetalum.
Elle a été décrite en 1864 par Alphonse Pyrame de Candolle (1806-1893).

## Répartition géographique
Cette espèce est originaire du pays suivant : Colombie.